# Противолодочный самолёт

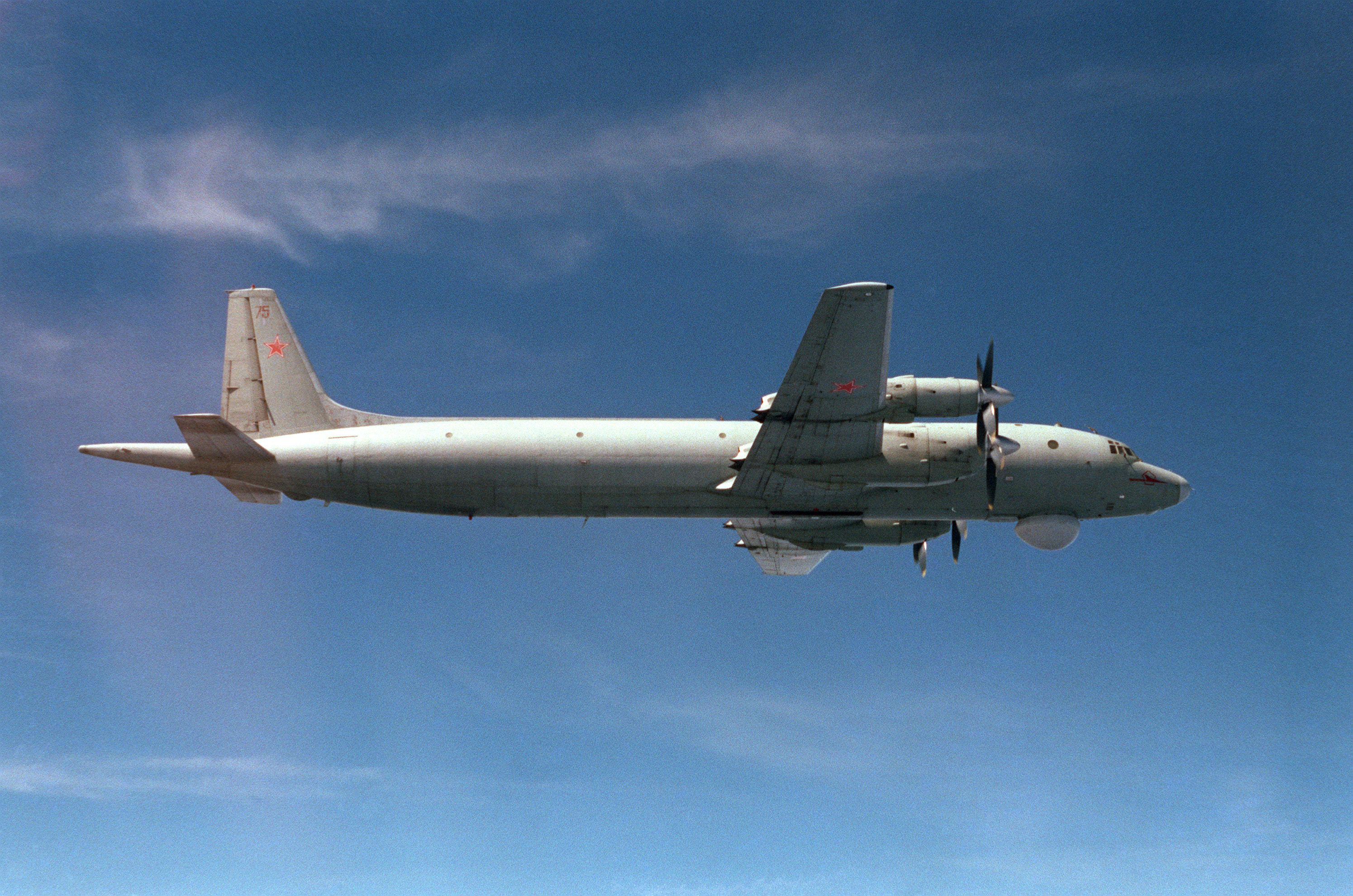
Ил-38. Видны обтекатель магнитометра на хвосте и обтекатель РЛС под кабиной

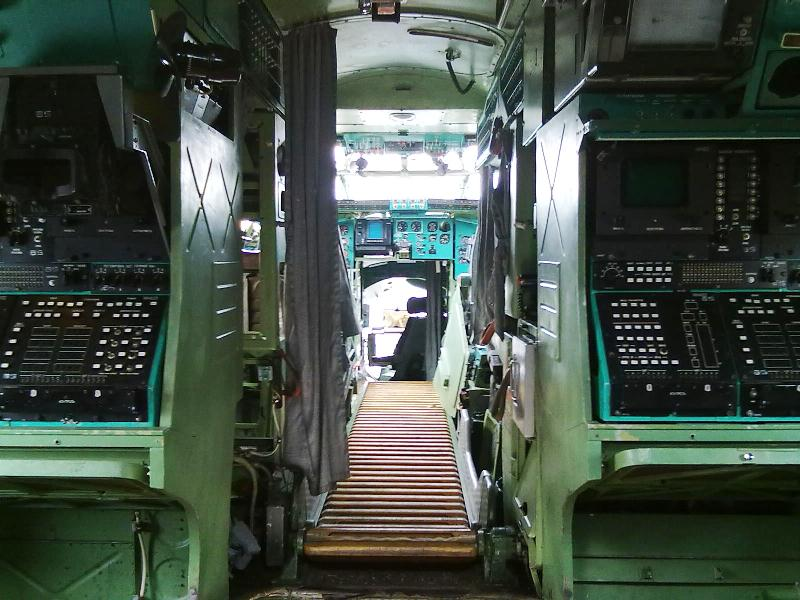
Рабочие места операторов РГП Ту-142МК-З

Противолодочный самолёт (ПЛС) — самолёт, предназначенный для поиска и уничтожения подводных лодок (ПЛ), часть противолодочной авиации. 

## Характеристика
Как правило, создаются на базе дальнемагистральных пассажирских самолётов или дальних бомбардировщиков — например, Ил-38 создан на базе пассажирского лайнера Ил-18, Lockheed P-3 Orion — на базе Lockheed L-188 Electra, Ту-142 представляет собой переработанный под другие задачи бомбардировщик Ту-95, P-8 Poseidon создан на базе авиалайнера Boeing 737-800.
Для выполнения боевой задачи на ПЛС обычно имеются следующие основные средства:
- радиогидроподсистема (РГП), в которую входят гидроакустические буи и бортовые средства работы с ними (рабочие места операторов РГП), позволяющие обнаруживать ПЛ по шуму гребных винтов и излучению гидролокаторов;
- магнитометр, позволяющий обнаруживать подводные лодки по магнитному полю корпуса;
- РЛС нижнего обзора, имеющая ограниченное применение, так как позволяет обнаружить лишь всплывшую ПЛ по отражению рубки или корпуса — микроволны не проходят через воду;
- противолодочное оружие — как правило, ракеты-торпеды.

ПЛС обычно входят в состав морской авиации — в Российской Федерации это авиация ВМФ, в США — ВМС США, в Индии — ВМС Индии и т. д. Базируются противолодочные самолёты на аэродромах, находящихся недалеко от моря — в России это аэродромы Северного флота (действующего в Атлантическом и Северном Ледовитом океанах) Североморск-1 и Кипелово, находящиеся под Мурманском и Вологдой соответственно, и аэродромы ТОФ Каменный Ручей (находится близ Советской Гавани и Николаевка (примерно в 150 км от Владивостока). В Североморске и Николаевке базируются Ил-38, в Кипелово и Каменном Ручье — Ту-142МК.